# 森田同値
代数学において、森田同値（もりたどうち、英: Morita equivalence）とは、環論的な多くの性質を保つ環の間の関係のことを言う。これはMorita (1958)において同値関係と双対性に関する記号を定義した森田紀一にちなんで名付けられた。

## 動機
環はその環上の加群を通じて研究されることが一般的である。これは加群が環の表現と見做せるからである。すべての環 R は環の積による作用によって自然に R 加群の構造を持つので、加群論的な研究方法はより一般的で有益な情報をもたらす。このような訳で、環についての研究はその環上の加群の成す圏を研究することによってしばしば為される。
この視点からの自然な帰結として、環が森田同値であるとはその環上の加群の成す圏が圏同値であることと定めた。
この表記方法は非可換環を扱っている場合にのみ興味の対象となる。なぜなら可換環が森田同値である必要十分条件は環同型であるからである。これは一般に森田同値な環の中心が環同型なことから従う。

## 定義
（結合的で単位元を持つ）環 R, S が（森田）同値であるとは、（左）R 加群の成す圏 R-Mod と（左）S 加群の成す圏 S-Mod との間に圏同値があることを言う。左加群の成す圏 R-Mod と S-Mod とが圏同値である必要十分条件は、右加群の成す圏 Mod-R と Mod-S とが圏同値であることを示すことができる。さらに圏同値を与えるどんな R-Mod から S-Mod への関手も自動的に加法的であることを示すことができる。

## 例
同型な環は森田同値である。
任意の環 R と非負整数 n について R 成分の n 次正方行列から成る全行列環 Mn(R) は環 R と森田同値である。これはアルティン‐ウェダーバーン理論によって与えられる単純アルティン環の分類の一般化になっていることに注意する。森田同値を確かめるには、もし M が左 R 加群ならば Mn は行ベクトルに対する左から行列の掛け算によって Mn(R) 加群の構造が与えられることに注意すればよい。これは左 R 加群の圏 R-Mod から左 Mn(R) 加群の圏 Mn(R)-Mod への関手を定める。

## 同値の判定法
森田同値は次のように特徴付けられる。もし F : R-Mod → S-Mod と G : S-Mod → R-Mod が加法的（共変）関手ならば、F, G が森田同値を定める必要十分条件は、ある平衡 (S, R) 両側加群 P が存在して SP と PR が有限生成射影的生成素で、
さらに関手の自然同型 F(–) ≅ P ⊗R – と G(–) ≅ Hom(SP, –) が存在することである。有限生成射影的生成素はその加群の圏の射影生成素（英: progenerators）と呼ばれることもある。
左 R 加群の圏から左 S 加群の圏への直和と可換なすべての右完全関手 F に対して、Eilenberg-Wattsの定理よりある (S, R) 両側加群 E が存在して、関手 F(–) は関手 E ⊗R – と自然同型である。同値は完全で直和と可換なことが必要なので、このことは R と S が森田同値である必要十分条件はある両側加群 RMS と SNR が存在して、
(R, R) 両側加群としての同型 M ⊗S N ≅ R と (S, S) 両側加群としての同型 N ⊗R M ≅ S が成り立つことを示している。さらに N と M は (S, R) 両側加群としての同型 N ≅ Hom(MS, SS) によって関連づけられる。

## 同値不変な性質
多くの性質が加群の圏の対象による森田同値を与える関手によって保たれる。一般的に、（台集合の元や環に依らずに）加群とその準同型のみで定義される加群の性質は、森田同値を与える関手によって保たれる圏論的性質である。たとえば F(–) が R-Mod から S-Mod への森田同値を与える関手ならば、R 加群 M が次の性質をもつ必要十分条件は S 加群 F(M) がその性質を持つことである：入射的・射影的・平坦・有限生成・有限表示的・アルティン的・ネーター的。森田同値不変とは限らない性質には自由であることや巡回的であることがある。
多くの環論的性質はその環上の加群のことばで述べられるので、これらの性質は森田同値な環の間で保たれる。森田同値な環で共有される性質は森田不変量と呼ばれる。たとえば環 R が半単純環である必要十分条件はその環上のすべての加群が半単純加群であることで、加群の半単純性は森田同値で保たれるので、森田同値な環 S 上の加群もすべて半単純であり、したがって S も半単純環である。ある性質がなぜ保たれなければならないのかが明らかではないこともある。たとえば標準的なフォン・ノイマン正則環の定義（すべての R の元 a に対して R の元 x が存在して、a = axa を満たす）の下で森田同値な環もフォン・ノイマン正則環でなければならないことは明らかではない。しかし他の定式化がある：環がフォン・ノイマン正則環である必要十分条件は、その環上の加群がすべて平坦であることである。平坦性は森田同値で保たれるので、フォン・ノイマン正則性が森田不変量であることがわかった。
以下の性質は森田不変量である。
- 単純、半単純[6]
- フォン・ノイマン正則性[7]
- 左（あるいは右）ネーター性、左（あるいは右）アルティン性[6]
- 左（あるいは右）自己入射的[7]
- 準フロベニウス的
- 素、左（あるいは右）原始的[6]、半素、半原始的
- 左（あるいは右）遺伝的[7]
- 左（あるいは右）非特異
- 左（あるいは右）連接
- 半準素、左（あるいは右）完全、半完全
- 半局所